# Distretto di Boe & Quilla
Il distretto di Boe & Quilla è un distretto della Liberia facente parte della contea di Nimba. Conta una popolazione di 18.262 abitanti.